# Бог в помощь (картина)
«Бог в помощь» (англ. God Speed) — картина, написанная в 1900 году британским художником-прерафаэлитом Эдмундом Лейтоном.

## Описание и анализ
На переднем плане полотна изображены уезжающий на войну рыцарь в боевом обмундировании и провожающая его возлюбленная. Девушка повязывает воину на руку красную повязку, что в средние века по поверью обещало воссоединить возлюбленных. Грифон, которого можно увидеть на перилах, является символом силы и воинской славы.
Это одна из немногих картин художника, написанная на тему рыцарства. После неё появились «Акколада» (1901) и «Посвящение» (1908). Работа была выставлена в Королевской академии художеств в 1900 году.

## Судьба картины
После продажи автором своего полотна, оно хранилось в частных коллекциях у нескольких человек. В 1988 году картина была выставлена на аукционе «Кристис», на котором её купил коллекционер из США. В 2000 году полотно снова появилось на «Кристис», а через семь лет на другом аукционе — «Сотбис», где было продано в британскую частную коллекцию. И 10 мая 2012 года картина через «Сотбис» в Лондоне находит нового владельца, который купил её за 481 250 фунтов стерлингов.